# Моравски Жишков
Моравски Жишков (чеш. Moravský Žižkov) је насељено мјесто са административним статусом сеоске општине (чеш. obec) у округу Брецлав, у Јужноморавском крају, Чешка Република.

## Становништво
Према подацима о броју становника из 2014. године насеље је имало 1.435 становника.